# Xbase09

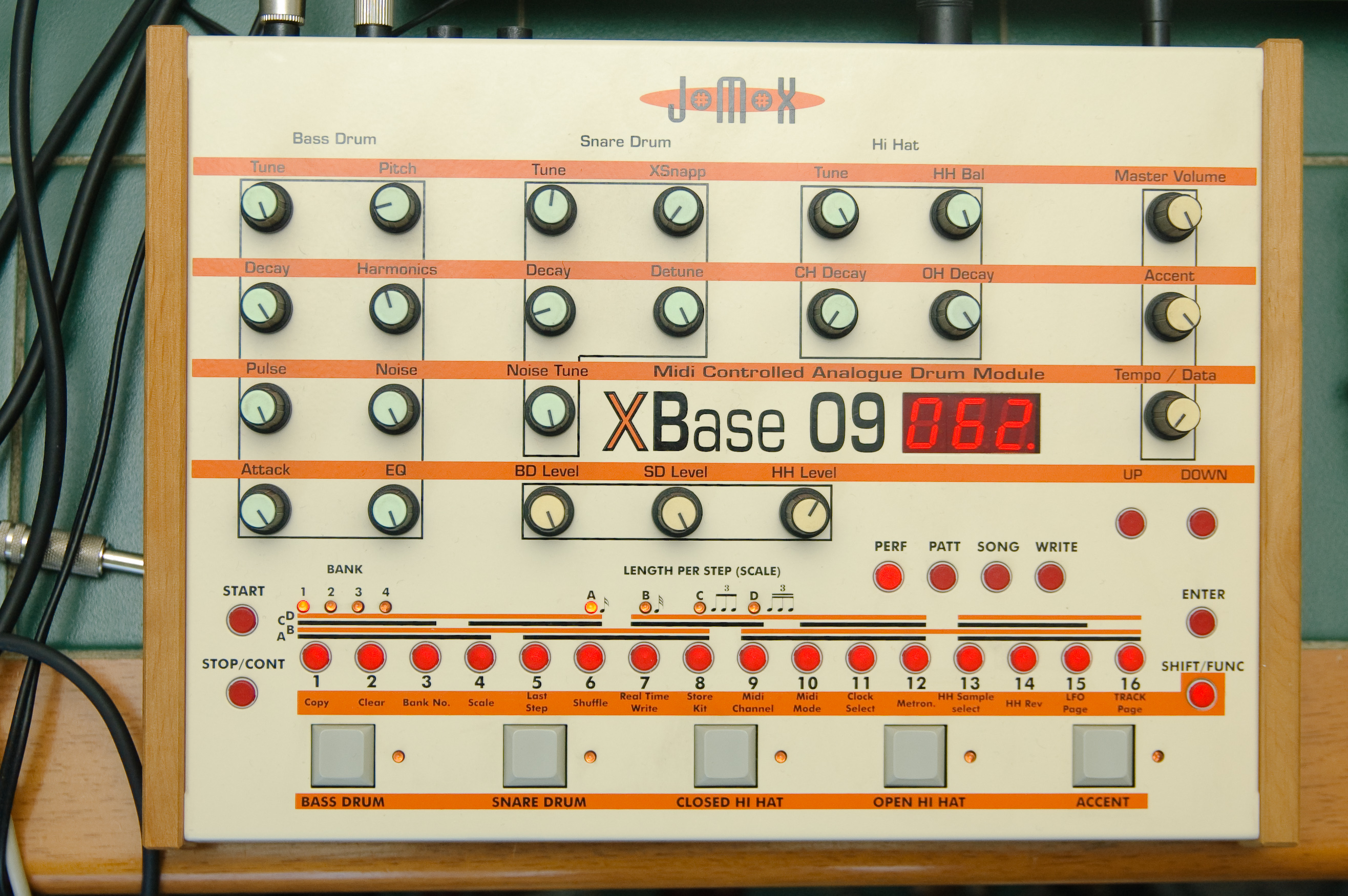
Xbase09.

Xbase09, är en trummaskin som tillverkades av Jomox (bland annat kända för SunSyn).
Maskinen är en klon av den kända Roland TR-909 men med ett mer avancerat gränssnitt.
Alla parametrarna är digitalt kontrollerade och sänder samt tar emot midi.
Sequensern är av X0X-typ (16 steg per pattern) men polyfonin är endast 3(!) toner. 
Analog sektion: 
Kick: tune, Pitch, Decay, Harmonics, Oulse, Noise, Attack, EQ
Snare:  Tune, Snap, Decay; De-tune, Noise, Tune
Samplad sektion: 
Handclap, Rimshop, HiHat (HH/OH), Ride
(Samplingarna är endast i 8 bitar).